# Walter Hasenclever
Walter Hasenclever (Aquisgrana, 8 luglio 1890 – Aix-en-Provence, 22 giugno 1940) è stato uno scrittore e drammaturgo tedesco.

## Biografia
Hasenclever nasce l'8 luglio 1890 ad Aquisgrana, figlio di un ufficiale sanitario. Durante la sua difficile infanzia, tra il padre che gli proibiva di avere amici e di andare a teatro e la governante che lo "picchiava con gioia sadica", come si legge nel suo schizzo autobiografico del 1921, Hasenclever trova l'affetto solo della nonna grazie alla quale coltivò l'interesse per la letteratura.
Dopo la maturità, iniziò gli studi di legge ad Oxford per poi terminarli all'Università di Losanna, in Svizzera, dove iniziò a scrivere le sue prime poesie pubblicate grazie ai guadagni dalle vincite a poker in quegli anni. Trasferitosi a Lipsia, iniziò ad interessarsi alla letteratura ed alla filosofia: nel 1914 pubblicherà Il figlio, il suo più celebre dramma espressionista, caratterizzato dalle estasi del protagonista e dalle contrapposizioni generazionali.
Acceso sostenitore della prima guerra mondiale, si presentò volontario nel 1914. L'anno dopo, con il dissolversi dell'idea di una facile vittoria della Germania, viene spedito al XV reggimento in veste di traduttore e successivamente come censore postale. In Galizia lavorò come contabile nelle retrovie e successivamente venne mandato in Polonia, Ungheria, Serbia e Macedonia. In questi ultimi luoghi vide l'orrore della vita in trincea e dei continui assalti sanguinosi contro l'esercito russo nei quali il fermento bellico degli anni precedenti sparì lasciando il posto ad un forte sentimento anti-militarista, il rimorso per l'interventismo entusiastico e la fiducia oscillante nella funzione politica e sociale della poesia.

Nel 1916, dopo una lunga malattia e numerosi disturbi mentali (quali la Entomofobia frenetica: anche quando non erano presenti insetti, Hasenclever li sentiva camminare addosso), l'ispettorato militare per la salute decise di non rispedirlo più al fronte.  
"Ero atterrito dagli insetti. Anche quando non mi pungevano, avevo sempre l'impressione che il mio corpo fosse interamente coperto di insetti. Non ho mai perso quella sensazione."
L'anno dopo, nel 1917, ottenne un grande consenso con la pubblicazione dell’Antigone, opera pacifista iniziata in trincea ed ispirata al lavoro di Sofocle.
Verso la metà degli anni venti prese le distanze dall'espressionismo e, trasferendosi in Francia, si avvicinò sempre più alle commedie da boulevard, quali Un signore perbene (1926) e I matrimoni stanno scritti in cielo (1928).
Mal visto dal partito nazionalsocialista che stava prendendo potere in quegli anni, nel 1933 i suoi libri vennero dati alle fiamme nel tristemente noto rogo del 1933 di fronte all'Opera di Berlino e nel 1938 gli venne revocata la cittadinanza tedesca diventando un nemico del Terzo reich. In quell'anno si sposta clandestinamente a Firenze, dove si pensa venne intercettato dall'OVRA e consegnato alla polizia tedesca che lo internò in un campo di prigionia in Francia.
Dopo lo scoppio della seconda guerra mondiale, vedendo l'esercito tedesco marciare su Parigi, non sentendosi pronto a vivere nuovamente in un mondo in guerra, Walter Hasenclever finì i suoi giorni nel campo di prigionia di Les Milles al di fuori Aix-en-Provence, uccidendosi con una dose di barbiturici Veronal.
Dal 1996 un prestigioso premio letterario tedesco è dedicato alla sua memoria.